# The Weather Man
The Weather Man ist ein US-amerikanisches Drama von Gore Verbinski aus dem Jahr 2005. Im Mittelpunkt des Films steht ein Mann, der sich damit arrangieren muss, dass seine Ehe gescheitert ist. Beruflich ist er erfolgreich, sein Privatleben jedoch besteht aus einer langen Folge von demütigenden und bedrückenden Erlebnissen.

## Handlung
Die erste Szene des Films zeigt David vor einem Spiegel stehend. Er übt das Lächeln, das er später bei seinem Fernsehauftritt zeigen wird. Gleich darauf wechselt sein Gesicht jedoch hin zu einem ängstlich-bekümmerten Ausdruck. Es wird klar, dass der bekümmerte Ausdruck der ehrlichere ist.
Es folgen dann Szenen, die David bei seinen Alltagsbeschäftigungen zeigen. Man sieht ihn bei einem seiner Auftritte als Wetteransager. Er absolviert den Auftritt sehr souverän. Dann ist er Chauffeur für seine Tochter, in einer späteren Szene leistet er auch für den Sohn einen Fahrdienst. Seinen Vater begleitet er zu einer Gesundheitsuntersuchung, und es kommt zum ersten Mal eine Wende in das alltägliche Geschehen. Der Vater berichtet, dass die Untersuchung beim Arzt zu ungünstigen Ergebnissen geführt hat und dass er ein Malignes Lymphom hat. 
David bekommt von einem New Yorker Fernsehsender eine Einladung für ein Bewerbungsgespräch. Es geht um eine Arbeitsstelle als Wetteransager in der beliebten Sendung „Hello America“. Davids bisheriger Job ist gut bezahlt, aber die Arbeitsstelle in New York würde dennoch eine deutliche Steigerung für sein Einkommen bedeuten.
Er reist zusammen mit seiner Tochter und seinem Vater nach New York. Er absolviert sein Bewerbungsgespräch, und der Vater unterzieht sich einer weiteren Gesundheitsuntersuchung. Das Bewerbungsgespräch läuft passabel, der Vater jedoch bekommt mitgeteilt, dass er nur noch wenige Monate zu leben hat.
Noch während die drei in New York sind, nimmt der Vater einen Anruf aus Chicago entgegen, in dem er mitgeteilt bekommt, dass Davids Sohn Mike zu Hause von der Polizei festgenommen wurde. Es hat eine Auseinandersetzung zwischen ihm und seinem Betreuer gegeben, über deren Hergang Aussage gegen Aussage steht. Der Betreuer hat erklärt, Mike habe ihm eine Geldbörse stehlen wollen, während Mike erklärt, der Betreuer habe sich ihm unsittlich genähert.
Davids Mutter veranstaltet ihrem Mann zu Ehren ein „Begräbnis zu Lebzeiten“. Das ist eine Veranstaltung, die wie eine Beerdigung angelegt ist, während die Person, die im Zentrum der Veranstaltung steht, noch am Leben ist. Bei dieser Veranstaltung setzt David zu einer Rede an, die mit diesen Worten beginnt: „Wenn ich an meinen Vater denke, dann denke ich an Bob Segers 'Like a Rock'.“ Wegen eines Stromausfalls kann David die Rede nicht fortsetzen.
David sucht den Betreuer seines Sohnes auf. Als Beleg für dessen Verstrickungen bringt er den Pullover mit, den jener dem Sohn geschenkt hat. David macht dem Betreuer heftige Vorwürfe, und es kommt zu einer Prügelei, bei der dieser schwer einstecken muss. In einer nachfolgenden Szene gibt Davids Vater seine ausdrückliche Zustimmung zu dem Angriff auf den Betreuer. Bald darauf stirbt er.
In den letzten Szenen des Films hat David die Arbeitsstelle in New York tatsächlich angetreten. In New York fühlt er sich weniger Angriffen ausgesetzt als in Chicago, wo er gelegentlich mit Milchshakes und anderem Fastfood beworfen wurde. Das ist – so seine Spekulation – darauf zurückzuführen, dass er bei seinen Gängen durch die Stadt jetzt immer einen Sportbogen auf dem Rücken trägt.
David sitzt bei einer New Yorker Straßenparade vorne auf dem Wagen seines Fernsehsenders. In den Tagen seines Bewerbungsgesprächs hatte er noch davon geträumt, seine ganze ehemalige Familie würde mit ihm nach New York ziehen. Inzwischen jedoch hat er sich mit der Trennung von seiner Frau arrangiert. Der Film endet mit einer Nahaufnahme von David, der winkt und aus dem Off heraus Hello America sagt.

## Hintergrund
Der Film wurde in Chicago und in anderen Orten in Illinois sowie in New York City gedreht. Die Dreharbeiten begannen am 23. Februar 2004 und endeten im Mai 2004. Das Produktionsbudget des Filmes lag bei rund 22 Millionen US-Dollar. Am 20. Oktober 2005 feierte der Film seine Weltpremiere beim Chicago International Film Festival. Ab dem 28. Oktober 2005 war in den US-amerikanischen Kinos zu sehen. In der Schweiz lief er am 8. Februar 2006 an, in die deutschen Kinos kam er am 2. März 2006. Der Film spielte in den Kinos der USA 12,48 Millionen US-Dollar ein. Außerhalb der USA weitere 6,56 Millionen US-Dollar.
Nicolas Cage zeichnete sämtliche innere Monologe bereits vor dem Drehbeginn in einem örtlichen Aufnahmestudio auf, so dass diese während der Dreharbeiten eingespielt werden konnten. Gore Verbinski war der Werfer in den Szenen, in denen Nicolas Cage von Fastfood getroffen wird. Auf dem Soundtrack von Hans Zimmer ist Gore Verbinski Gitarre spielend zu hören. Paramount Pictures sah eigentlich vor, die Dreharbeiten aus Kostengründen nach Kanada zu verlegen, jedoch sprachen sich Gore Verbinski und Nicolas Cage dafür aus, den Film in Chicago zu drehen, um die Authentizität zu wahren. Der Meteorologe Tom Skilling, der über die Chicago Tribune und WGN-TV Bekanntheit erlangte, ist in einem Cameo-Auftritt zu sehen und war darüber hinaus als technischer Berater tätig.

## Kritik
Desson Thomson schrieb in der Washington Post vom 28. Oktober 2005, der Film sei „rührend“ („affecting“). „Niemand“ könne so „sympathisch“ die Mängel und Fehler der gespielten Charaktere zeigen wie Nicolas Cage. Dies habe er in seinen früheren Rollen wie der eines Alkoholikers in Leaving Las Vegas bewiesen. Auch in diesem Film wirke er „reizend vertrottelt“ und „gutmütig“.
Das Lexikon des internationalen Films kritisierte die Regie, die für „Beliebigkeiten“ sorge.
Die Deutsche Film- und Medienbewertung FBW in Wiesbaden verlieh dem Film das Prädikat wertvoll.